# František Němec (spisovatel)
František Němec, pseudonym Kamil Horák (24. prosince 1899 Nusle – 3. července 1968 Praha), byl český spisovatel, básník a novinář, autor divadelních aktovek a loutkových her pro děti.

## Životopis

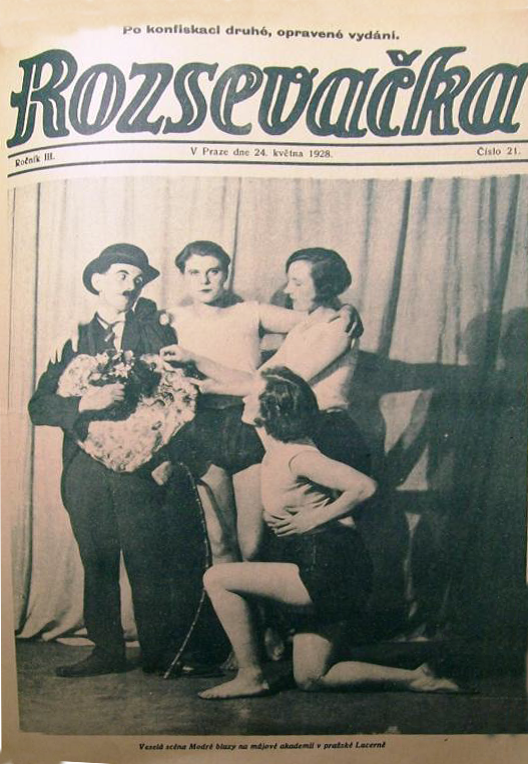
Modré bluzy, (Rozsevačka 24. 5. 1928)

Narodil se v rodině c. k. policejního nadstrážníka Františka Němce (1870–??) a jeho manželky Kateřiny, rozené Princové (1871–??). Měl mladšího bratra Václava.
V mladí pracoval jako klempířský dělník. V roce 1920 debutoval jako autor aktovky Padesátka, vydané v nakladatelství Františka Švejdy. Od roku 1926 zakládala KSČ agitační kulturní skupiny Modré blůzy. Jednu z prvních založil František Němec na Žižkově. Texty pro tento soubor jej roku 1927 přivedly ke spolupráci s časopisem Rudý večerník, od konce března 1929 byl jeho redaktorem. V roce 1930 se stal redaktorem Rudého práva a od října 1930 jeho přílohy Haló noviny. Byl známý jako autor satirických veršů doprovázených kresbami Franty Bidla. Redigoval také stránku kulturních zajímavostí v Rudém právu. Spolu s Juliem Fučíkem byl od 1928 prvním redaktorem Tvorby a jejím stálým spolupracovníkem. Byl vedoucím funkcionářem SDDOC (Svaz dělnických divadelních ochotníků československých) a vedoucím agitačních úderek. Od roku 1936 redigoval obrázkový týdeník Svět práce, poté v létech 1938–1939 Svět v obrazech, jenž se za druhé republiky stal útočištěm komunistických novinářů.
Po 15. březnu 1939 přešel do redakce Světozoru. V létech 1940 až 1945 působil v časopisech Okno do světa a Český dělník. Od května 1945 se podílel na osvětové činnosti (loutkářství). Po válce psal satirické zaměřené skeče. Napsal aktovky, loutkové hry pro děti v režijní a dramaturgické úpravě Jana Malíka. Všechny své dramatické texty podepisoval pseudonymem „Kamil Horák“.

## Dílo (výběr)
Některá díla Františka Němce, zejména Baku hoří se omylem připisují jeho jmenovci, soudničkáři a novináři Františku Němcovi.
- Padesátka (divadelní žert), Nakl. Františka Švejdy, Praha 1920.
- Baku hoří (divadelní hra), 1932
- Beton (divadelní hra), 1932
- Se břehu na břeh (moderní román), František Svoboda, Praha 1941.
- Svatba u Ludmily (moderní román), František Svoboda, Praha 1942.
- Jindra Jiřina Jiná (moderní román), František Svoboda, Praha 1942.
- Herejdové – otec a syn (moderní román), František Svoboda, Praha 1942.
- Plácačka, Muchomůrka a Brkoslav (moderní román), František Svoboda, Praha 1942.
- Papírová komedie (aktovka pro nejmenší), Československý kompas, Praha 1946.
- Puntík maří sabotáž (komedie pro malé diváky), Čs. kompas, Praha 1947.
- Pepík loupežníkem (komedie pro děti), Čs. Kompas, Praha 1947.
- Babka Chňapka šmelinaří (komedie pro děti), Čs. kompas, Praha 1947.
- Babka Chňapka má smůlu (komedie pro malé diváky), Čs. Kompas, Praha 1947.
- Tři pytle pravdy. Mongolská pohádka o čtyřech obrazech a Chánovi a jeho pastýři, ČDLJ, Praha 1955.
- Perníková chaloupka (loutková hra), Orbis, Praha 1956.
- Jak podědit babičku (aktová hra pro dospělé do estrád k Dědu Mrázovi), Dilia, Praha 1957.
- Nezbední permoníci (komedie o dvou obrazech), Dilia, Praha 1959.
- spoluautor: Hrátky s Kašpárkem (sborník loutkových hříček a her), Orbis, Praha 1964.